# Father Mathew Bridge
Die Father Mathew Bridge (irisch Droichead an Athar Maitiú, ursprünglich Whitworth Bridge) ist eine Steinbogenbrücke über den Fluss Liffey in Dublin, Irland.

## Geschichte
Die Brücke steht an der Stelle, wo sich früher eine Furt befand, die der älteste Flussübergang der Stadt war. 1214 wurde die erste steinerne Brücke, die King John Bridge oder Ostman’s Bridge errichtet, welche eine Holzbrücke ersetzte. Nach Überlieferungen sollen sich auf der Brücke Läden, Häuser und ein Turm befunden haben. Sie wurde 1317 zur Verteidigung der Stadt gegen den Schotten Edward Bruce eilends teilweise abgebaut und das Baumaterial zur Verstärkung der Stadtbefestigung verwendet. Nachdem sie 1385 von einem Hochwasser weggeschwemmt wurde, vergingen vierzig Jahre bis 1428 eine neue Brücke, die Bridge of Dublin oder Friar’s Bridge, gebaut wurde. Sie war während 400 Jahren bis 1814 in Gebrauch und wurde Anfang des 19. Jahrhunderts nur noch als die Old Bridge bezeichnet.
Von 1816 bis 1818 wurde die heutige Brücke gebaut. Sie wurde anfänglich nach Charles Whitworth (1752–1825) benannt, einem britischen Diplomaten und Politiker, benannt und nach der Unabhängigkeit Irlands 1922 in Dublin Bridge umgetauft. 1938 erhielt die Brücke den heutigen Namen Father Mathew Bridge. Sie wurde benannt nach Theobald Mathew, einem irischen Geistlichen des 19. Jahrhunderts, der zum Vorkämpfer der Abstinenzbewegung wurde und als Provinzial der irischen Kapuziner wirkte.

## Bauwerk
Die 45 m lange Brücke ist ein Entwurf von George Knowles. Sie besteht aus drei elliptischen Bögen, der mittlere hat eine lichte Weite von 13,2 m, die äußeren beiden eine von 11,8 m. Das Mauerwerk besteht aus Granitquadern.